# Uwe Richardsen

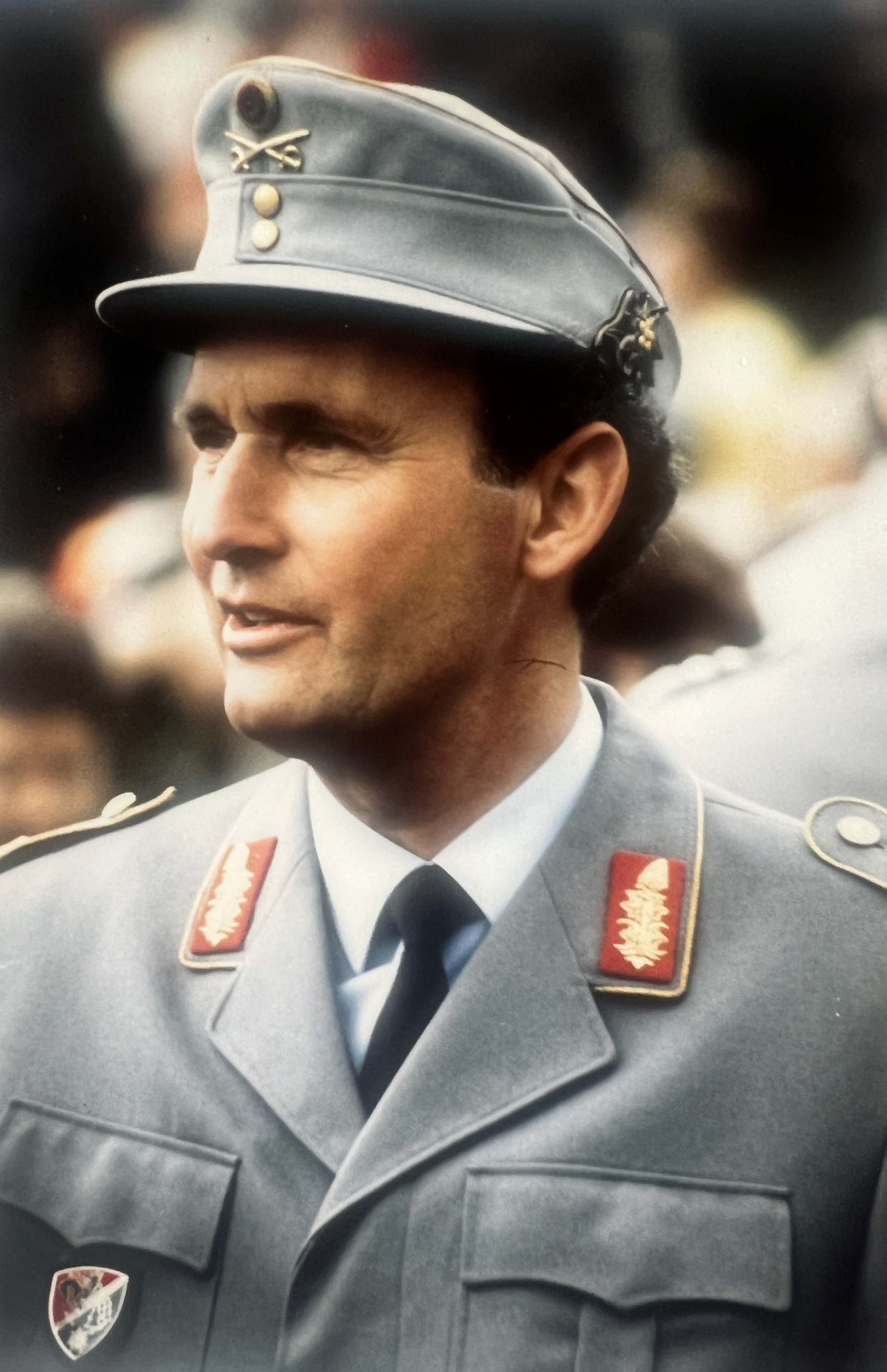
Uwe Richardsen

Uwe Richardsen (* 16. Juni 1936 in Elmau heute Krün; † 28. Dezember 2023 in Eckernförde) war ein Brigadegeneral des Heeres der Bundeswehr und geschäftsführender Gesellschafter von Schloss Elmau.

## Leben
Uwe Richardsen kam 1936 in Elmau zur Welt. Sein Großvater war Johannes Müller, der Gründer von Schloss Elmau.
Richardsen absolvierte 1956 das Abitur und trat am 16. Oktober jenes Jahres als Offizieranwärter bei der Artillerieschule in Idar-Oberstein in die Bundeswehr, um zum Offizier des Truppendienstes der Artillerietruppe ausgebildet zu werden. 1958 wurde er Batterieoffizier im Panzerartilleriebataillon 245 in Füssen, 1960 S1/S2-Offizier (Personal/Militärisches Nachrichtenwesen) des Gebirgsartillerieregiments 8 in Mittenwald, 1961 Hörsaaloffizier an der Heeresoffizierschule III in München, 1963 Batteriechef der 2. Batterie des Feldartilleriebataillons 41 in Landshut und 1965 Hörsaalleiter an der Artillerieschule.
Von 1967 bis 1969 absolvierte Richardsen den 10. Generalstabslehrgang Heer an der Führungsakademie der Bundeswehr in Hamburg, wo er zum Offizier im Generalstabsdienst ausgebildet wurde. 1970 wurde er G2-Air Section Chief HQ Central Army Group in Mannheim, 1972 G3 des Heimatschutzkommandos 13 in Eutin, 1974 Lehrgangsteilnehmer am Armed Forces Staff College in den USA, 1974 Bataillonskommandeur des Gebirgsartilleriebataillons 81 in Kempten, 1976 Adjutant beim Inspekteur des Heeres, 1978 Chef des Stabes der 2. Panzergrenadierdivision in Kassel, 1981 Abteilungsleiter im Amt für Nachrichtenwesen der Bundeswehr in Bad Neuenahr-Ahrweiler, 1982 Brigadekommandeur der Panzergrenadierbrigade 22 in Murnau am Staffelsee, 1984 Stabsabteilungsleiter II im Führungsstab der Streitkräfte im Bundesministerium der Verteidigung auf der Hardthöhe in Bonn, im April 1988 stellvertretender Divisionskommandeur der 3. Panzerdivision und ab Oktober 1991 stellvertretender Divisionskommandeur der 1. Gebirgsdivision in Garmisch-Partenkirchen.

## Privates
Richardsen war seit 1988 Mitgeschäftsführer, später geschäftsführender Gesellschafter, des Schlosses Elmau. Er war verheiratet mit Elsbeth, geb. Busse, und hatte zwei Kinder, Sven Richardsen und Ingvild Richardsen.

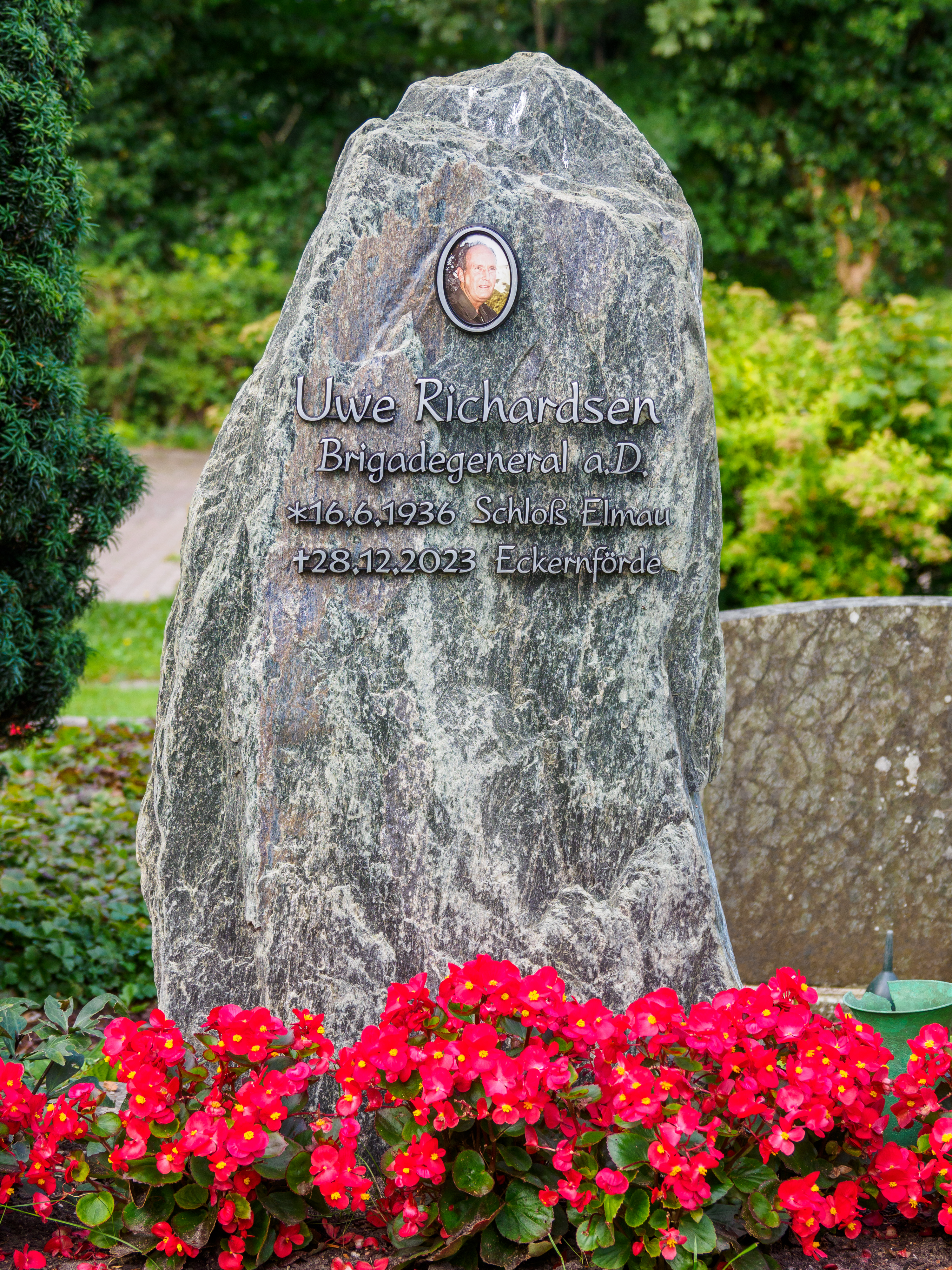
Grabstein in Eckernförde
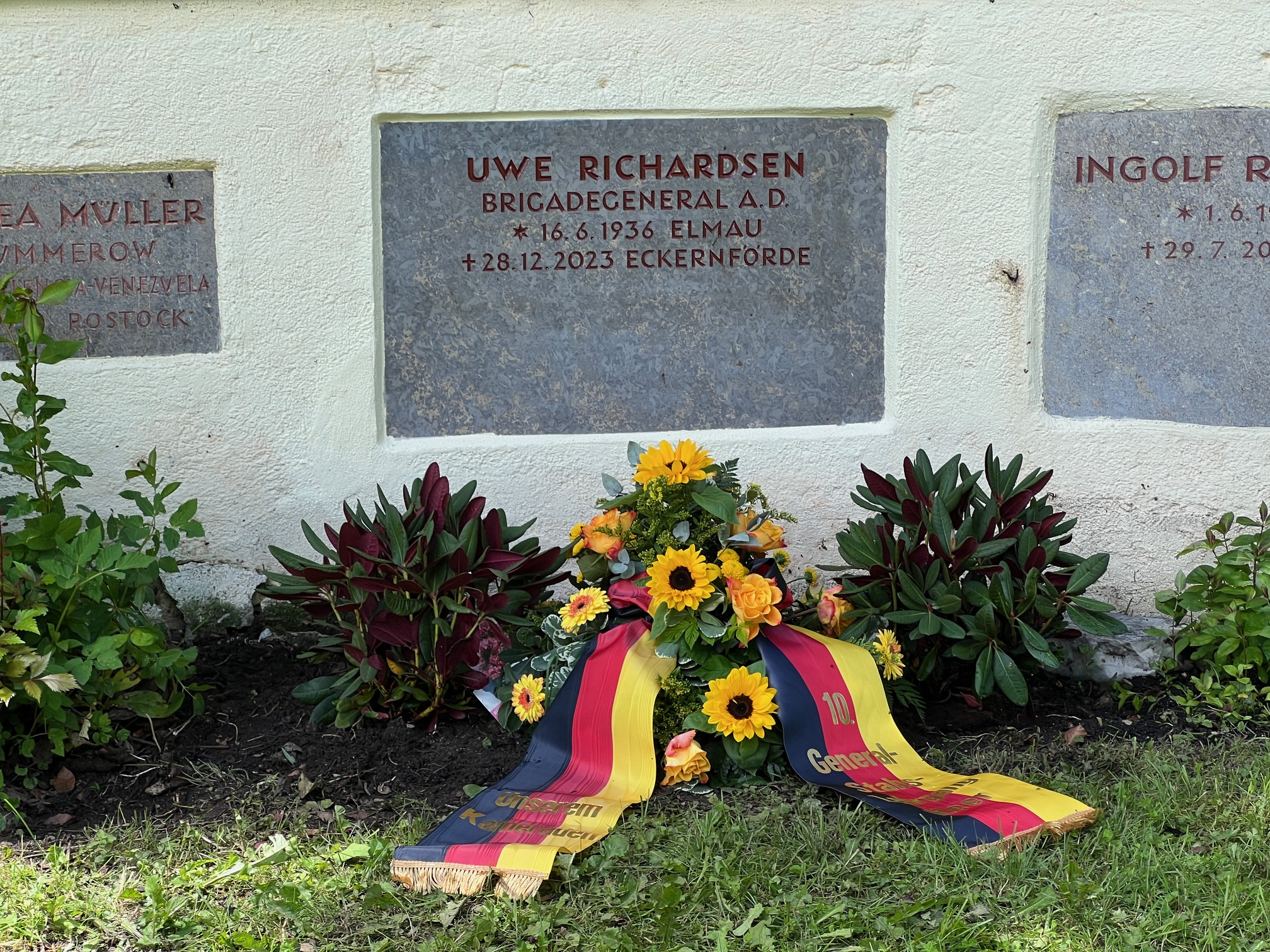
Gedenktafel im Familienprivatfriedhof in Elmau